# 先生は一年生
『先生は一年生』（せんせいはいちねんせい）は、1981年10月14日から1982年3月24日まで日本テレビ系列の『水曜劇場』で放送されていた日本テレビ製作のテレビドラマである。小学校を舞台にした学園ドラマで、新米の女性教員が一人前の教師に成長する姿を描く。全23話。
主演は榊原郁恵。原作担当は、1981年までテレビ朝日の『サンキュー先生』を手がけていた池田一朗（のちの隆慶一郎）。

## キャスト

### 学校関係者
- 東円（4年4組学級担任）：榊原郁恵
- 山崎校長：中条静夫
- 古屋教頭：小鹿番
- 三上先生：井上純一
- 井原今日子（図画工作専科教諭）：荒木由美子
- 田中（同僚教師）：田中美絵
- ベテラン教師：結城美栄子
- 木村（用務員）：園田裕久

### 円の親族
- 東力（円の兄）：林隆三
- 東六助（円の叔父）：佐藤英夫
- 東貴子（円の母）：三ツ矢歌子

### 児童
- 星野力也
- 黒木しのぶ
- 鈴木一輝
- 草間忠宏
- 佐藤正臣
- 遠藤美絵
- 中川毅
- 開発寛昇
- 長谷川将
- 中野早織
- 後藤忠勝
- 中村雅紀
- 小島丈人
- 岡崎太郎[注釈 1]
- 横田誠
- 高柳潤
- 渡辺章
- 鈴木美香
- 奥村光幸
- 時任やまと
- 山岡麻由子
- 横江麻紀
- 葛生征樹
- 小松麻由子
- 飛高政幸
- ワーテンビー・リチャード・太郎

### 児童の保護者
- 星野力也の母親・郁子：高田敏江
- 中野早織の母親：茅島成美
- 横田誠の父親・哲夫：寺島達夫
- 渡辺章の父親：平泉征
- 渡辺章の祖母：滝奈保栄
- 山岡麻由子の母親・とき子：小沢弘子
- 高柳潤の父親：田中信夫

### その他
- 正平（喫茶『若旦那』のマスター）：赤塚真人
- 森岡（東京大学の学生）：三波豊和
- 寿子（卒業生）：三浦リカ
- 荒井透（見合い相手）：岸部シロー
- 木村節治（老人）：浜村純
- パンジー：北原佐和子、真鍋ちえみ、三井比佐子によるアイドルユニット。時々ドラマの流れと関係ない場面に登場し、「何でもベストテン」などの情報を提供していた。

## 楽曲
主題歌
「宿題なんかおさらばさ」
作詞：楠田枝里子 / 作曲・編曲：坂田晃一 / 歌：紙ひこうき
「だれかが遠くで走ってる」
作詞：児島由美 / 作曲：坂田晃一 / 編曲：高見弘 / 歌：紙ひこうき
挿入歌
「さよなら、今日は」
作詞：安井かずみ / 作曲・編曲：坂田晃一 / 歌：榊原郁恵（オリジナルの楽曲は朝倉理恵が歌唱したもの）

## 物語
第1話「私ってそんなイモかしら」1981年10月14日放送
脚本：池田一朗 / 演出：結城章介
小学校の教員採用試験に合格したものの、空席がなかったために叔父が経営する八百屋を手伝いながら自宅待機していた円。半年待機してようやく教育委員会から声がかかり、つくしが丘小学校に赴任。4年4組の担任になり、児童票とにらめっこしながら担任児童の名前と顔を一致させようとする円であった。
第2話「スカートをめくられた！」1981年10月21日放送
脚本：桃井章 / 演出：中山史郎
昼休み、星野力也が一人で花壇に水をやっていた。母親が教育ママで、疲れると夜勉強できなくなると昼間遊ぶことを禁止されていた。翌日、力也が円のスカートをめくった。
第3話「ケンカの後には強くなる！」1981年10月28日放送
脚本：池田一朗 / 演出：結城章介
円の家に6班の児童が集まって大騒ぎ。そこへ黒木しのぶが泣きながらやってきた。3班の鈴木一輝がしのぶの誕生会に行かず、円の家にいたことが原因だった。改めてしのぶの誕生会をその場で開くが、翌日児童たちは円に反発する。
第4話「ウソつきの目にも涙」1981年11月4日放送
脚本：窪田篤人 / 演出：小松伸生
授業中に草間忠宏が父親の容態が悪いと早退した。しかし、忠宏の父親は2年前に亡くなっていた。その事に気付いた円は、翌日忠宏に嘘をついた理由を問いただす。が、忠宏は反対に「僕のことを何も知らないくせに」と反発。草間の嘘は、自分に責任があるのではないかと円は悩む。
第5話「転校生はアメリカ人！」1981年11月11日放送
脚本：池田一朗 / 演出：結城章介
円のクラスに、日米ハーフの児童が転校してきた。父親のロバートは日本の大学で日本文化史を教えており、日本人以上に日本を知っていた。あるときロバートが学校を訪問し、その際にいたずらをしている児童を発見して注意するものの、相手は言うことを聞かない。ロバートはその児童を抱き上げ、ズボンを下ろして尻を叩き始めた。
第6話「キッスのお礼は石っころ!?」1981年11月18日放送
脚本：池田一朗 / 演出：中山史郎
佐藤正臣が、授業中に円の顔にキスをした。教室は騒然となるものの、授業が終わってから正臣は円に蛙の石ころをプレゼントした。嬉しくなった円は、翌日教室で石の話をした。
第7話「恐怖の授業参観」1981年11月25日放送
脚本：窪田篤人 / 演出：小松伸生
第8話「マッチ箱の少女!?」1981年12月2日放送
脚本：塩田千種、柏原寛司 / 演出：中山史郎
遠藤美絵が、些細なことで暴力を振るうようになった。そんなある日、美絵の母親が円の教育方針に不満があると彼女のもとを訪ねてきた。その夜、美絵は冷蔵庫に大切に入れていたマッチ箱を捨てるように言われ、寒空の下家を飛び出した。
第9話「小学4年で何が東大だ！」1981年12月9日放送
脚本：池田一朗 / 演出：結城章介
第10話「風船が運んできた人？」1981年12月16日放送
脚本：窪田篤人 / 演出：波多腰晋二
理科の実験で、円と児童たちが風船に手紙をつけて飛ばした。返事がつ来たものの、1つは犬の散歩中に手紙を拾ったというおじいさんからのもので児童たちはがっかり。もう1つは東大生からのもので、児童たちは大喜び。中川毅の提案により、東大生は学校に招かれることになる。児童たちは東大生を合奏で歓迎し、毅は東大生を自宅に泊めるほど親しくなっていくが…。
第11話「転がり落ちた通知表？」1981年12月23日放送
脚本：池田一朗 / 演出：波多腰晋二
開発寛昇は前の担任から、テストの点数はともかく宿題を真面目にこなせば成績が伸びると教わっていた。しかし、円が寛昇に与えた評価は「もう少し」であった。寛昇はショックを受けるものの、初めて通知表をつけた円もショックを受けた。
第12話「あ！学校で赤ちゃんが生まれそう」1982年1月6日放送
脚本：池田一朗 / 演出：中山史郎
正月4日、日直を任された円は職員室で退屈していた。そこに卒業生を名乗る寿子が訪れた。ご主人と喧嘩して家を飛び出したそうだが、突然寿子が産気づいた。
第13話「お見合いなんかぶっ飛ばせ！」1982年1月13日放送
脚本：池田一朗 / 演出：小松伸生
円に見合い話が持ちかけられた。相手は東大卒で、現在マサチューセッツ工科大学で教鞭をとる荒井であった。児童たちは、円が結婚していなくなったら大変だと心配する。円は断るつもりで会ってみるが…。
第14話「ツギハギ手袋は母さんの心」1982年1月20日放送
脚本：窪田篤人 / 演出：中山史郎
長谷川将が、放置自転車を拾ってきて新品同様に仕立て上げた。児童が物を大切にしないと職員室で問題になっていた矢先の事で、円は感激した。しかし、翌日5年生の田島が所有権を主張し始め、自転車を返せと言い出す。
第15話「お母さん 結婚しないで！」1982年1月27日放送
脚本：池田一朗 / 演出：波多腰晋二
母子家庭の中野早織が、母親の看病と家業の総菜屋の手伝いをするために学校を休むようになった。早織を訪問した円は、一生懸命働く早織の姿に感動し、自分も総菜屋を手伝い始める。円の母親のような振る舞いに、最初は反発していた母親だったが、最後には任せる気持ちになっていく。
第16話「UFOに乗ってきた転校生」1982年2月3日放送
脚本：那須真知子 / 演出：小松伸生
カギっ子の後藤忠勝は見るからに弱そうで、星を見てはアンドロ星人と出会うことを夢見ていた。そんなある日、6年生に問題児とされる大助が転校してくる。大助は、他の児童からいじめられる忠勝を助けるが…。
第17話「隠し砦の七悪ガキ！」1982年2月10日放送
脚本：柏原寛司 / 演出：波多腰晋二
小島丈人が学校帰りに寄り道をし、秘密のアジトを作っていた。円には秘密アジトの所在を教えてくれるが、円がうっかり所在を口外してしまう。秘密アジトにひっきりなしに保護者が訪れるようになり、丈人は憤慨していた。
第18話「前略 先生お嫁に来てね…」1982年2月17日放送
脚本：山田正弘 / 演出：波多腰晋二
円は作文が苦手だという児童たちに、大好きな人に手紙を書くように奨める。岡崎太郎から、円宛に手紙が届いた。太郎は、先生のことが好きだから、大人になったら結婚してと述べていた。そうして、同級生からラブレターが来たとして、黒木しのぶの父親が相談に訪れる。
第19話「長島になれなかったお父さん」1982年2月24日放送
脚本：水島総 / 演出：中山史郎
横田誠が、父親のことを作文に書いた。父親はノンプロの野球選手であったが、会社の都合で野球を止めざるを得なくなっていた。
第20話「39人の孫たちへ」1982年3月3日放送
脚本：倉内均 / 演出：中山史郎
学校へ急ぐ途中、高柳潤が、自転車に乗っていた節治老人と衝突する。節治は心臓発作を起こし、病院に担ぎ込まれた。独居老人である節治を、円は毎日見舞うようになった。
第21話「子の心 親知らず？」1982年3月10日放送
脚本：渡辺大輔 / 演出：結城章介
渡辺章は、母親を亡くしていた。父親の出張中に祖母が風邪で寝込んだため、祖母と妹の面倒を見ていた。円と児童たちは、章の手伝いをするが、出張から返った父親は、なぜか怒り出す。
第22話「無責任教師 パリへ」1982年3月17日放送
脚本：池田一朗 / 演出：小松伸生
図画工作を得意とする鈴木美香が、児童画展に出品することになった。今日子が指導に当たったが、突然今日子にパリ留学の話が舞い込み、指導者不在になってしまう。出品を断念せざるを得なくなって落胆する美香を円が慰める。春の日差しが降り注ぐ河原で美香と円が写生をするが、美香はすらすら描くにも拘らず、円はたどたどしくしか描けなかった。
第23話「泣くか泣かぬかお別れに」1982年3月24日放送
脚本：池田一朗 / 演出：結城章介